# Eric Fehr
Eric Fehr, född 7 september 1985, är en kanadensisk professionell ishockeyspelare som spelar för Minnesota Wild i NHL
Han har tidigare spelat för San Jose Sharks, Toronto Maple Leafs, Pittsburgh Penguins, Washington Capitals och Winnipeg Jets och på lägre nivåer för San Diego Gulls och Hershey Bears i AHL och Brandon Wheat Kings i WHL.
Fehr draftades i första rundan i 2003 års draft av Washington Capitals som 18:e spelare totalt.
Han vann Stanley Cup med Pittsburgh Penguins 2016, men draftades till Toronto Maple Leafs under våren 2017, innan Penguins vann sin andra raka Stanley Cup.
Fehr skrev som free agent på ett ettårskontrakt värt 1 miljon dollar med Minnesota Wild den 1 juli 2018.